# Parti du peuple allemand
Le Parti du peuple allemand, en allemand Deutschvölkische Partei (DvP), est un parti politique de l'Empire allemand. Issu du mouvement völkisch, il prône une politique raciale et antisémite. Ses présidents sont Wilhelm Lattmann (de) (1914-1915) et Ferdinand Werner (1915-1918). Son secrétaire général est Johannes Henningsen.

## Histoire
Le parti naît en mars 1914 de la fusion de deux factions antisémites, le Parti social allemand et le Parti allemand de la réforme, et compte environ 14 000 membres l'année de sa fondation. Il se considère comme une « force de combat parlementaire » du mouvement völkisch avec une prédominance extraparlementaire. Sa motivation est principalement antisémite et basée sur la « perspicacité raciale » comme facteur décisif de la « politique raciale allemande ». Ses partisans tentent d'unifier ce mouvement. Ils ont pour symbole le Mjöllnir, qui avant la Première Guerre mondiale était à côté de la svastika le symbole nationaliste le plus important. Début 1917, le parti a aussi la croix gammée comme symbole, par exemple dans l'organe du parti, Deutschvölkische Blätter. Le Parti du peuple allemand estime que tout ce qui est étranger et d'une autre ethnie doit être retiré d'Allemagne.
Politiquement, le parti a des objectifs de guerre expansionnistes et préconise des annexions de grande envergure. Comme pour les autres organisations de droite, l'objectif est la position hégémonique de l'Allemagne en Europe. Au niveau national, il exige l'expulsion de la population juive et la fin de toute immigration en provenance d'Europe de l'Est. À mesure que la Première Guerre mondiale progresse, sa propagande devient de plus en plus radicale. Son président Ferdinand Werner fait des propositions au ministère de la Guerre pour prendre des mesures contre les « profiteurs de guerre juifs » et les « démissionnaires juifs ». Le parti a une petite influence, puisqu'en octobre 1916 l'armée décide du Judenzählung pour prouver que la population juive n'est pas suffisamment impliquée dans l'effort de guerre. Le résultat du recensement prouvant le contraire, l'étude n'est pas publiée.
Le parti a cinq députés au Reichstag (élus en 1912, trois viennent du Parti réformiste allemand : Wilhelm Bruhn, Heinrich Gräfe, Ludwig Werner ; deux du Parti social allemand : Richard Herzog et Johann Rupp). En 1916, ils se joignent au Parti conservateur libre et au Parti chrétien-social pour former la « groupe parlementaire allemand ». Dans la seconde moitié de la guerre, le parti continue d'appeler à une soi-disant « paix de la victoire » et rejette la résolution de paix de 1917 (de).
Au moment de la révolution allemande de 1918-1919, le parti se dissout en 1918. La majorité des membres rejoignent le Parti populaire national allemand. D'autres forment la Ligue du peuple allemand (Deutschvölkischen Bund), qui fusionne en octobre 1919 avec le Deutschvölkischer Schutz- und Trutzbund, fondé en février 1919.